# Monès
Monès (okzitanisch gleichlautend) ist eine französische Gemeinde mit 88 Einwohnern (Stand: 1. Januar 2022) im Département Haute-Garonne in der Region Okzitanien (zuvor Midi-Pyrénées). Monès gehört zum Arrondissement Muret und zum Kanton Cazères. Die Einwohner werden Monèsiens genannt.

## Geografie
Monès liegt etwa 43 Kilometer südwestlich von Toulouse. Monès wird umgeben von den Nachbargemeinden Forgues im Norden, Plagnole im Osten, Le Pin-Murelet im Süden sowie Laymont im Westen.

## Bevölkerungsentwicklung
| Jahr                      | 1962 | 1968 | 1975 | 1982 | 1990 | 1999 | 2006 | 2013 |
| Einwohner                 | 47   | 36   | 33   | 45   | 33   | 50   | 51   | 78   |
| Quelle: Cassini und INSEE |      |      |      |      |      |      |      |      |

## Sehenswürdigkeiten
- Kirche Saint-Barthélemy